# 리눅스 프롬 스크래치
리눅스 프롬 스크래치(Linux From Scratch, LFS)는 리눅스 배포판 중 하나이다.

## 특징
일반적인 리눅스 배포판이 설치 CD나 라이브 CD로 배포되며, 컴파일 된 패키지를 설치하는 것과 다르게 Linux From Scratch는 설치 CD나 라이브 CD를 배포하는 것이 아닌, 이미 설치되어 있는 리눅스 시스템이나 라이브 CD 상에서 리눅스를 컴파일러부터 시작해서 커널은 물론 부트 로더와 설정 및 패치까지 모두 수동으로 설치한다.
모든 패키지를 컴파일 해서 설치한다는 점에선 젠투와 비슷하지만, 젠투와 달리 모든걸 수동으로 하며 패키지 관리 시스템도 존재하지 않으므로 패키지 관리 시스템을 사용하기 위해서는, 다른 배포판의 패키지 관리 시스템을 설치해야 하는 특징이 있다.
현존하는 리눅스 배포판 중에서 가장 설치하기 어려운 배포판으로 알려져 있지만, 반대로 현존하는 리눅스 배포판 중에서 가장 높은 범용성과 필요에 따라 강력한 보안을 가진 시스템을 만들 수 있고, Linux From Scratch를 포함한 다른 어떠한 리눅스 배포판도 아닌, 커스터마이징된 운영 체제를 만들 수 있다는 부분이 가장 큰 장점이다.

## 같이 보기
- 젠투 리눅스
- 소스 메이지
- 고보리눅스
- CRUX